# Martin Motors CoolCar
Der CoolCar ist ein Minivan des italienischen Bus- und Automobilherstellers Martin Motors. Produziert wird das Fahrzeug in Lizenz des chinesischen Prototyps Changhe CoolCar von 2007. 
Mit dem im Spätjahr 2009 eingeführten CoolCar verfolgt Martin Motors Pläne in die Fußstapfen der einst erfolgreichen Modelle Daihatsu Atrai, Subaru Libero und des Suzuki Carry zu treten. Das Serienmodell ist optisch als auch technisch identisch mit dem chinesischen Prototyp und offeriert sowohl als Pkw als auch als Nutzfahrzeug. Entwickelt wurde der CoolCar von Changhe für mittelständische Betriebe und Kleinfamilien in ländlichen Gebieten. Die Basis dafür stellte der Suzuki Every Wagon. Die sichtbarste Veränderung daran ist, dass die gesamte Frontpartie gegenüber dem Every Wagon umgestaltet wurde. Karosserieteile des Fahrzeuges werden von Changhe in der Volksrepublik China produziert und zusammen mit den in Europa von Suzuki gebauten Motoren als CKD-Bausatz bei Martin Motors angeliefert. 
Ausgestattet ist der CoolCar standardmäßig mit elektronischen Fensterheber vorn, einer manuellen Klimaanlage, Radio mit CD-Spieler, Kindersicherung und elektronisch einstellbaren Außenrückspiegel.
Als Motorisierung dienen dem CoolCar Reihen-4-Zylinder-LPG-Ottomotoren mit einer Leistung von 70 kW bei einem Hubraum von exakt 1400 cm³ (Euro IV). Zur Auswahl steht sowohl ein manuelles 5-Gang-Getriebe, als auch eine 5-Gang-Automatik. 